# René Haby
René Haby (* 9. Oktober 1919 in Dombasle-sur-Meurthe; † 6. Februar 2003) war ein französischer Politiker (RI, UDF-PR). In den Jahren 1974 bis 1978 war er Bildungsminister und anschließend bis 1988 Abgeordneter in der französischen Nationalversammlung.
Als René Haby sieben Jahre alt war, starb sein Vater, ein Fabrikarbeiter. Haby besuchte die Schule in Dombasle, begann 1934 eine Ausbildung zum Grundschullehrer und wurde ab 1938 bei Nancy als solcher tätig. 1940 wurde er eingezogen und geriet in deutsche Kriegsgefangenschaft. Nach seiner Freilassung 1941 arbeitete er wieder in Nancy, agierte aber zugleich als Verbindungsmann des Maquis. Nach dem Krieg studierte er an der Universität Nancy, schloss 1946 mit einer Licence ab und bestand 1954 die Agrégation (Staatsprüfung für das höhere Lehramt) in Geschichte und Geographie. Mit einer Arbeit über die Lothringer Bergwerke erwarb er 1965 das Doctorat d’État (entspricht etwa einer Habilitation). 
Nach acht Jahren als Schulleiter von Lycées in verschiedenen Städten war er von 1962 bis 1965 im Bildungsministerium Leiter der Abteilung Pädagogik. Er übernahm Lehraufträge für Geographie an den Universitäten Metz (1964–1965), Nancy (1965–1970) und Paris (1970–1972). Unter dem Minister für Jugend und Sport, François Missoffe (UNR), war Haby von 1966 bis 1968 Leiter des Ministerbüros (directeur de cabinet). In den Jahren 1972 bis 1974 war er Rektor der Académie (Leiter der regionalen Bildungsbehörde) von Clermont-Ferrand, ehe er am 28. Mai 1974 zum Bildungsminister des ersten Kabinetts von Jacques Chirac berufen wurde. In diesem Amt leitete er die Reform der Einheitshochschule („Haby-Reform“) in die Wege, deren Strukturen er stark vereinheitlichte. Haby hatte das Ministeramt bis zum 5. April 1978 inne. Danach war er bis 1988 – während drei Legislaturperioden – Abgeordneter in der Nationalversammlung für das Département Meurthe-et-Moselle. 
| Personendaten    | Personendaten                                                                              |
| ---------------- | ------------------------------------------------------------------------------------------ |
| NAME             | Haby, René                                                                                 |
| KURZBESCHREIBUNG | französischer Politiker, Mitglied der Nationalversammlung und Bildungsminister (1974–1978) |
| GEBURTSDATUM     | 9. Oktober 1919                                                                            |
| GEBURTSORT       | Dombasle-sur-Meurthe                                                                       |
| STERBEDATUM      | 6. Februar 2003                                                                            |